# 파라마한사 요가난다
파라마한사 요가난다(Paramahansa Yogananda, 본명: 무쿤다 랄 고쉬, Mukunda Lal Ghosh, 1893년 1월 5일 ~ 1952년 3월 7일)는 인도의 수도사, 요기, 구루, 인도의 자기실현 펠로우쉽(SRF) / 요고다 삿상가 협회(YSS)를 통해 명상과 크리야 요가의 가르침을 수백만 명에게 소개했고, 미국에서 그의 마지막 32년을 살았다. 벵골 요가 거장 스와미 스리 유크테스와르 기리의 주요 제자로, 그는 요가의 가르침을 서양에 전파하고, 동양과 서양의 종교 사이의 단합을 증명하고, 서양의 물질적 성장과 인도의 영성 사이의 균형을 설파하기 위해 그의 혈통에 의해 보내졌다. 미국 요가 운동, 특히 로스엔젤레스의 요가 문화에서 그의 오랜 영향력은 그를 요가 전문가들에 의해 "서양의 요가의 아버지"로 생각하도록 이끌었다.
요가난다는 미국에 정착한 최초의 주요 인도 교사였으며, 백악관에서 열린 최초의 저명한 인도인으로 1927년 캘빈 쿨리지 대통령의 초청으로, 그의 초기 호평은 그를 《로스엔젤레스 타임스》에 의해 "20세기 최초의 슈퍼스타 구루"로 불리게 했다. 1920년 보스턴에 도착한 그는 1925년 로스앤젤레스에 정착하기 전에 성공적인 대륙 횡단 연설 투어를 시작했다. 그 후 20년 반 동안 그는 지역적인 명성을 얻었고 그의 영향력을 전 세계로 확장시켰다. 그는 수도원을 만들고 제자들을 훈련시켰으며, 교사 여행을 떠났고, 다양한 캘리포니아 지역에 있는 그의 단체를 위해 부동산을 구입했으며, 수천 명의 크리야 요가를 설립했다. 1952년까지 SRF는 인도와 미국에 100개가 넘는 센터를 가지고 있었으며, 오늘날에는 거의 모든 미국의 주요 도시에 그룹을 두고 있다. 그의 "평범한 생활과 높은 사고" 원칙은 그의 추종자들 사이에서 모든 배경의 사람들을 끌어당겼다.